# Spainmedia
Spainmedia Magazines es una editorial de revistas internacional fundada en 2007. Sus oficinas principales se encuentran en Madrid, en la calle Doctor Fourquet. Los propietarios y máximos directivos del grupo son Andrés Rodríguez, presidente y director editorial; y Carlos Sánchez, director general. En España mantiene también una oficina en Barcelona en la calle Tusquets.
Actualmente, Spainmedia publica las revistas de estilo de vida Man On The Moon, Forbes, L’Officiel, L’Officiel Hommes, L’Officiel Voyage y L’Officie Art, Tapas, Robb Report y T Magazine. Además, es socio del diario digital El Español ideado por Pedro J. Ramírez.

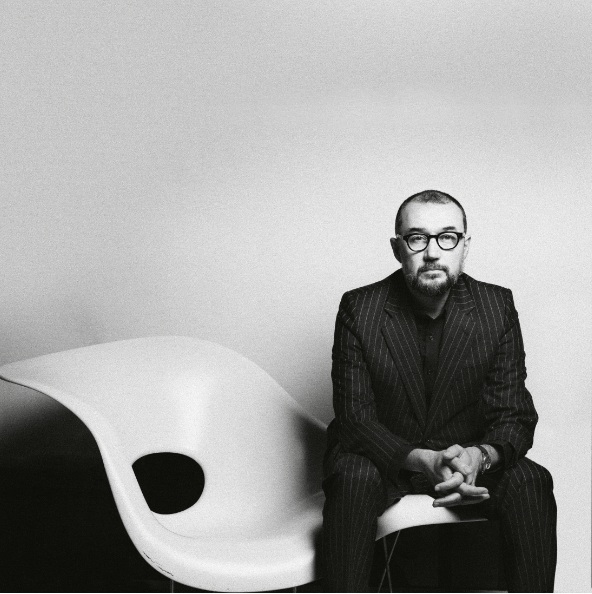
El presidente y director editorial de Spainmedia Andrés Rodríguez (Foto: Nani Gutiérrez).

## Origen
Spainmedia fue fundada en 2007 por el periodista y emprendedor Andrés Rodríguez, cuya trayectoria profesional a lo largo de 30 años incluye el nacimiento de los diarios El Independiente y El Sol o el lanzamiento de Rolling Stone en España; así como la primera biografía de Camarón de la Isla.

## Publicaciones
- Esquire: revista dirigida al público masculino. Fue creada en Estados Unidos en 1933 y editada en España desde 2007 hasta 2017 por Spainmedia.
- Forbes: publicación destinada al hombre de negocios. Su primer número salió a la venta en España en marzo de 2013.
- L’Officiel: revista dirigida al público femenino, perteneciente a la compañía Jalou. Se publica en España desde septiembre de 2015.
- Robb Report: la revista de “la buena vida”. Spainmedia la edita desde diciembre desde 2008.
- Tapas: la cabecera dedicada al estilo de vida y la gastronomía. Nació en marzo de 2015.
- T Magazine Spain:  Revista del New York Times, dedicada al diseño y la decoración. Se publica en España desde marzo de 2017.
- Man On The Moon: revista dirigida al público masculino. Publicada por primera vez el 1 de marzo de 2018.

## Reconocimientos
Spainmedia recibió en 2013 y 2014 con Esquire el Premio ÑH12 a la revista mejor diseñada. Forbes ha quedado finalista en esta misma categoría.
El International New York Times ha publicado la historia de Spainmedia como un ejemplo de cómo luchar contra la crisis económica en España. Por su parte, la revista Monocle ha elegido la redacción de Spainmedia como el Amazing place to work en 2013.

## http://233grados.lainformacion.com/blog/2013/04/andr%C3%A9s-rodr%C3%ADguez-era-el-momento-id%C3%B3neo-para-lanzar-forbes-en-espa%C3%B1a.htmlEnlaces externos
- Página web de Spainmedia

- Datos: Q25406891